# Regio consolato di commercio
Il regio consolato di commercio era una giurisdizione territoriale del regno di Napoli dotata di funzioni amministrative e giudiziarie. 
Istituiti da re Carlo di Borbone nel 1739 e progressivamente implementati tra il 1740 e il 1743, i regi consolati di commercio avevano sede nelle principali città del regno; ogni provincia poteva annoverare uno o più consolati, e ogni centro abitato era assoggettato a un determinato consolato della sua stessa provincia. I regi consolati di commercio fungevano, tra l'altro, da tribunale civile di prima istanza (o di seconda, laddove i singoli feudatari avessero istituito eventuali corti locali), mentre la competenza per l'eventuale appello spettava al supremo magistrato di commercio di Napoli, la cui giurisdizione si estendeva all'intero regno. Ciascun regio consolato di commercio era amministrato da un collegio composto da almeno quattro membri: un priore, due consoli e un assessore; tutte le suddette cariche si rinnovavano annualmente.
L'istituzione dei regi consolati di commercio fu fortemente osteggiata dai feudatari locali che, ritenendo lese le loro prerogative, si appellarono tempestivamente al re. Questi, nel 1746, ritenne opportuno accogliere le rimostranze dei feudatari: le funzioni del supremo magistrato di commercio di Napoli furono dunque rimodulate mentre tutti i regi consolati di commercio (ad eccezione di quelli ubicati in alcune città portuali) cessarono le proprie attività al termine dello stesso anno 1746. I pochi uffici superstiti (Napoli, Barletta, Gallipoli, Crotone, Manfredonia e Reggio) furono infine soppressi da Gioacchino Murat nel 1808.